# マーティン・マレー
マーティン・マレー（Martin Murray、1982年9月27日 - ）は、イギリスの元プロボクサー。マージーサイド州セントヘレンズ出身。元WBA世界ミドル級暫定王者。
過去の犯罪歴からアメリカ入国ビザが取得できないためアメリカで試合が行えない。

## 来歴

### ミドル級
2007年9月22日、プロデビュー。
2008年11月22日、ヨークホールにて、プライズファイター 4: ミドル級1に出場、3戦全勝でミドル級トーナメントを優勝し金一封を獲得。
2010年7月16日、グレーター・マンチェスターボルトンのボルトン・アリーナで行われたコモンウェルスイギリス連邦ミドル級王座決定戦でピーター・ミトレブスキー・ジュニアと対戦し、12回3-0（3者共に120-109）の判定勝ちを収め王座を獲得に成功した。
2010年11月26日、ボルトンのリーボック・スタジアムで行われたWBAインターコンチネンタルミドル級王座決定戦でカルロス・ナスシメントと対戦し、3回1分40秒TKO勝ちを収め王座を獲得した。
2011年4月16日、マンチェスターにあるマンチェスター・アリーナでジョン・アンダーソン・カーバルホと対戦し、4回2分20秒TKO勝ちを収めWBA王座を初防衛した。
2011年6月18日、ウィガンのロビンパークセンターでニック・ブラックウェルと対戦し、ブラックウェルの5回終了時棄権により、コモンウェルスイギリス連邦王座は初、WBAインターコンチネンタル王座2度目の防衛、BBBofC英国王座獲得に成功した。
2011年12月2日、WBA世界ミドル級スーパー王者フェリックス・シュトルムとドイツ・マンハイムにあるSAPアレーナで対戦し、12回1-1（112-116、114-114、115-113）の判定で引き分けに終わり王座獲得に失敗した。
2012年11月24日、マンチェスターにあるマンチェスター・アリーナにて、リッキー・ハットンの前座でホルヘ・ナバーロとWBA世界ミドル級暫定王座決定戦を行い、6回1分40秒TKO勝ちを収め王座を獲得した。
2013年4月23日、アルゼンチン・ブエノスアイレスにあるエスタディオ・ホセ・アマルフィターニにてWBC世界ミドル級王者セルヒオ・マルチネスと対戦し、プロ初敗戦となる12回0-3（3者共に112-115）の判定負けを喫し王座獲得に失敗した。
2013年11月23日、当初は同年12月11日にオーストラリアでWBA世界ミドル級12位のガース・ウッドと初防衛戦を行う予定だったが中止になり、代替試合としてカール・フローチVSジョージ・グローブスの前座で試合をする予定だったが、マレーがウイルス感染症に罹り中止となった。
2013年12月14日、ロンドンのエクセル展覧会センターでセルゲイ・コミットスキーとノンタイトル8回戦を行い、8回判定勝ちを収めた。
2013年12月29日、WBA世界ミドル級正規王者ゲンナジー・ゴロフキンがスーパー王座認定の申請がWBAによって拒否され、ゴロフキンは正規王座に据え置かれることになった。これによりマレーも暫定王座に留まることになり、翌年の2月21日に王座決定戦として予定していたジャロッド・フレッチャーとの一戦も暫定王座の初防衛戦として行われることに変わった。同月21日に暫定王座決定戦を制して暫定王座を獲得したディミトリー・チュディノフも、暫定王者ではなく挑戦者決定戦の勝者扱いとして指名挑戦者に変更され、様々な混乱が生じた。
2014年2月1日、モンテカルロのモンテカルロ・スポーティングでWBA世界ミドル級3位のジャロッド・フレッチャーと防衛戦を行う予定だったが、マレーがトレーニング中に拳を骨折したことにより試合は中止となった。
2014年2月22日、交渉を重ねていたフェリックス・シュトルム及びゲンナジー・ゴロフキンとの対戦をマレーが受け入れなかったとして、所属していたハットン・プロモーションがマレーを契約解除にしたことを公表した。
2014年3月7日、マレーが2012年11月24日に暫定王座を獲得して以来1度も防衛戦を行わなかったとして王座剥奪となった。
2014年3月7日、南アフリカの大手プロモーターであるロドニー・バーマンのゴールデングローブス・プロモーションズとゲンナジー・ゴロフキンとの対戦を含めた3試合契約を交わしアフリカ人以外で初の契約者となった。
2014年6月21日、モンテカルロのモンテカルロ・カジノでマックス・ブーサックとWBC世界ミドル級シルバー王座決定戦を行い12回3-0(2者が119-109、117-112)の判定勝ちを収め王座獲得に成功した。
2014年10月25日、モンテカルロのモンテカルロ・スポーティングでドメニコ・スパダと対戦し7回1分25秒3-0(67-66、68-63、69-63)の負傷判定勝ちを収め初防衛に成功した。
2015年2月21日、モンテカルロのモンテカルロ・スポーティングでWBA・IBO世界ミドル級スーパー王者でWBC世界ミドル級暫定王者のゲンナジー・ゴロフキンと対戦し、プロ初のKO負けとなる11回50秒TKO負けを喫しWBAスーパー王座、WBC暫定王座、IBO王座の獲得に失敗した。

### スーパーミドル級
2015年6月5日、ゴールデングローブス・プロモーションズと契約が満了となりエディー・ハーンのマッチルーム・スポーツと契約を交わした。
2015年11月21日、ハノーファーのTUIアレーナでWBO世界スーパーミドル級王者アルツール・アブラハムと対戦したが12回1-2(115-112、112-115、111-116)の判定負けで2階級制覇に失敗した。
2016年6月25日、O2アリーナでWBAインターナショナルスーパーミドル級王者でWBA世界スーパーミドル級4位のジョージ・グローブスと対戦し、0-3（3者共110-118）の判定負けを喫し王座獲得に失敗、この試合はWBA世界スーパーミドル級挑戦者決定戦も兼ねていた為、WBA王座への挑戦権獲得にも失敗した。
2016年11月12日、モナコのモンテカルロにあるモンテカルロ・スポーティングでルイス・オルティス対マリク・スコットの前座でアルツール・アブラハムと再戦予定だったが、アブラハムが肘を負傷したため中止になった。
2018年3月21日、ビリー・ジョー・ソーンダースとの試合が4月14日に予定されていたが、ソーンダースがトレーニング中に手を負傷した為、試合が6月23日まで延期されることが発表された。
2018年12月22日、ハッサン・ヌダム・ヌジカムと対戦し、判定負けを喫した。
2020年12月4日、ウェンブリー・アリーナでWBO世界ミドル級王者ビリー・ジョー・ソーンダースと対戦したが、判定負けを喫して王座獲得に失敗した。
2020年12月23日、現役引退を発表した。

## 獲得タイトル
- コモンウェルスイギリス連邦ミドル級王座
- WBAインターコンチネンタルミドル級王座
- BBBofC英国ミドル級王座
- WBA世界ミドル級暫定王座（防衛0=剥奪）
- WBC世界ミドル級シルバー王座
- WBAインターコンチネンタルスーパーミドル級王座